# Agapito Sánchez
Agapito Sánchez est un boxeur dominicain né le 14 février 1970 à La Victoria et mort le 15 novembre 2005.

## Carrière
Passé professionnel en 1989, il remporte le titre vacant de champion du monde des super-coqs WBO le 23 juin 2001 après sa victoire par KO au 7e round contre Jorge Monsalvo. Sanchez abandonne son titre après avoir battu Jorge Monsalvo et fait match nul contre Manny Pacquiao.